# Entre Rios de Minas
Entre Rios de Minas es un municipio brasileño del estado de Minas Gerais. Su población estimada en 2021 es de 15 458 habitantes, según el Instituto Brasileño de Geografía y Estadística (IBGE).

## Historia
A finales del siglo XVII, una expedición bandeirante encabezada por Fernão Dias partió de São Paulo con 40 paulistas y 200 indígenas en busca de esmeraldas, en la región conocida como Sertão dos Cataguás. Los bandeirantes recorrieron los valles de los ríos San Francisco, de las Velhas, Jequitinhonha y Pardo. En el transcurso de los siglos XVII y XVIII, los sertanistas remanentes instalaron el Fortim dos Bandeirantes, una fortificación ubicada en un sitio llamado Casa de Piedra del Gambá, cuyas ruinas permanecen hasta la actualidad.
Los primeros pobladores se instalaron en el camino que se dirigía hacia la villa de São João del-Rei, en la parada llamada O Bromado. En 1832 se crea el distrito de Brumado de Suassuí, subordinado al municipio de Queluz (actual Conselheiro Lafaiete). Fue elevado a la categoría de pueblo en 1875, desmembrado de Queluz. En 1878, la villa de Brumado de Suassuí, pasó a denominarse Entre Rios. Dos años más tarde, fue elevada al estatus de ciudad. En 1938 la ciudad es renombrada como João Ribeiro, en honor a un exministro de hacienda nacido en Entre Rios. El 12 de diciembre de 1953, se le dio la denominación actual, Entre Rios de Minas. Al tiempo que se modificó su extensión territorial, al elevarse al estatus de municipio los distritos de Desterro de Entre Rios, Jeceaba y São Brás do Suaçuí.

## Clima
Según la clasificación climática de Köppen, el municipio se encuentra en el clima tropical de altitud Cwa.